# Scytalopus griseicollis
Scytalopus griseicollis е вид птица от семейство Rhinocryptidae.

## Разпространение
Видът е разпространен във Венецуела и Колумбия.